# West Menlo Park (Kalifornija)
West Menlo Park je naseljeno područje za statističke svrhe u američkoj saveznoj državi Kalifornija. Prema popisu stanovništva iz 2010. u njemu je živjelo 3.659 stanovnika.